# Problema bien definido
Un problema bien definido o bien propuesto (en el sentido de Hadamard) es un problema de Cauchy de valor inicial que tiene propiedades analíticas adecuadas y cuyas soluciones posibles tienen una estructura conveniente. en particular, esas condiciones suelen incluir:
1. La existencia de alguna solución.
2. La unicidad de la solución.
3. La solución depende de manera continua de las condiciones iniciales (topología).

## Definición
Más formalmente un problema del tipo planteado en el espacio de Banach {\displaystyle \scriptstyle {\mathcal {B}}}:

{\displaystyle {\begin{cases}{\cfrac {d}{dt}}u(t)=Au(t),&\qquad u:\mathbb {R} \to {\mathcal {B}}\\u(0)=u_{0}\in {\mathcal {B}}&\qquad A\in {\mathcal {L}}({\mathcal {B}})\end{cases}}}

está bien propuesto en el sentido de Hadamard si tiene las tres propiedades siguientes:
1. Unicidad: las soluciones estrictas están determinadas unívocamente por las condiciones iniciales.
2. Conjunto denso: el conjunto {\displaystyle \scriptstyle {\mathcal {U}}} de todas las condiciones iniciales correspondientes a las soluciones posibles es denso en el espacio de Banach en el que se plantea problema.
3. Acotación local: Para algún intervalo finito {\displaystyle \scriptstyle [0,t_{0}]} existe una constante {\displaystyle \scriptstyle K=K(t_{0})} tal que cada solución estricta satisface la desigualdad:

{\displaystyle \|u(t)\|\leq K\|u_{0}\|\ {\mbox{para}}\ 0\leq t\leq t_{0}}